# Вэй Илинь
Вэй Илинь (кит. упр. 危亦林, пиньинь Wēi Yìlín; 1277, Наньфэн, Цзянси — 1347) — врач в Китае эпохи Юань. Известен своим крупным медицинским справочником «Шии-Дэсяофан» (кит. трад. 世醫得效方, упр. 世医得效方, пиньинь Shìyī Déxiàofāng, буквально: «Эффективные формулы поколений врачей»), значимым в истории мировой медицины благодаря первым описаниям прогрессивных методов хирургии переломов, в том числе перелома позвоночника.

## Биография
Пять поколений в семье Вэй до Илиня были практикующими врачами различных специализаций. Сам Вэй Илинь был некоторое время преподавателем медицины в Наньфэне. В 1343 (1337, 1345) издал труд «Шии-Дэсяофан» (Эффективные формулы поколений врачей), в котором объединил знание предшествующей китайской медицинской литературы и практическое знание, наработанное врачами, практиковавшими в течение пяти поколений в его семье.

## Эффективные формулы
Этот труд в 20 томах покрывает все 13 разделов, на которые медицина делится в эпоху Юань. Этот труд — по сей день важный источник для практиков традиционной китайской медицины, описывающий лечебный массаж, акупунктуру, содержащий большое количество рецептов лекарств из целебных трав.
Особенно ценны специальные главы по костоправству и лечению боевых ранений.
Его специализированные главы по остеотравматологии — первые детальные записи такого рода в истории традиционной китайской медицины. Подробно рассматриваются переломы и вывихи четырёх конечностей, перелом позвоночника, травмы и ранения от стрел, и соответствующие манипуляции и лечение. Также описываются различные медицинские инструменты. Впервые описывается репозиция тракцией при лечении перелома позвоночника. Это на 600 лет ранее чем Дэвис в Англии впервые описал репозицию тракцией (1927).
Вэй Илинь, пропагандирует удаление костных осколков и выравнивание краёв сломанных костей перед сращиванием, аналогично принятой современными медиками практике. Эти способы лечения переломов были уже известны до этого, но не были общеприняты, и многие традиционные врачи стремились максимально избежать хирургического вмешательства, поставить все осколки кости на место и т. п.
Способ вправления вывиха запястья у Вэя идентичен используемому сегодня. Перелом предплечья он предлагал фиксировать четырьмя деревянными планками, что было развитием положений трактата Сяньшоу Лишан Сюдуань Мифан (Ниспосланные божествами секретные формулы лечения травм).
Другим важным достоинством труда Вэя стали подробные рекомендации по анестезии; он рекомендует использовать анестезию перед каждым лечением перелома и вывиха. Среди анестетиков он называет страмониум (маньтоло), сычуаньский аконитовый корень (утоу); аконитовая пудра считается его изобретением. Он уделяет значительное внимантие дозировке анестетических средств относительно возраста, здоровья и кровепотери пациента.
Том 16, посвящённый офтальмологии, назван «теория Лунму». Значительная его часть восходит через китайское посредство к древнеиндийскому трактату Сушрута-самхита аюрведического компендиума Уттара-тантрам, традиционно приписываемого Нагарджуне (в предыдущих китайских трактатах Нагарджуна назывался Луншу, буквально «драконье дерево», а Лунму — вариант того же имени с заменой одного иероглифа «дерево» на другой). Труд Вэя впервые содержит упоминание 72 глазных болезней с их классификацией, а также вводит теорию восьми включений. Теория восьми включений, основанная на практике гадания о будущем, оригинальна, и хотя она повторяется в последующих медицинских трудах эпохи Мин, не встречается ни в Сушрута-самхите, ни в медицинских трактатах эпохи Сун. Вероятно, именно книга Вэя стала образцом медицинских учебников династии Мин, так как там повторяется теория «Восьми включений».